# William P. Kellogg

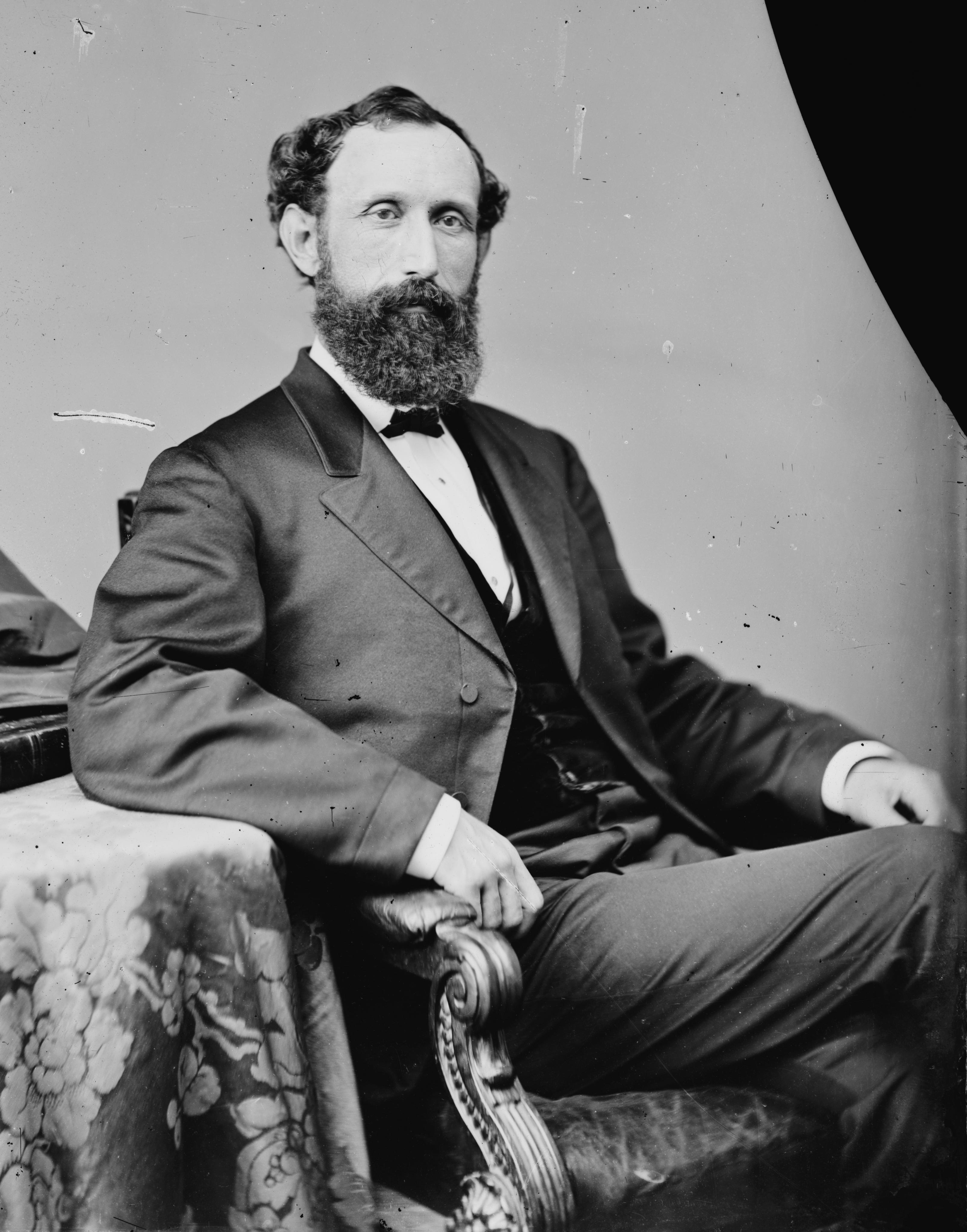
William P. Kellogg

William Pitt Kellogg (* 8. Dezember 1830 in Orwell, Vermont; † 10. August 1918 in Washington, D.C.) war ein US-amerikanischer Politiker und von 1873 bis 1877 Gouverneur des Bundesstaates Louisiana. Außerdem vertrat er seinen Bundesstaat in beiden Kammern des Kongresses.

## Frühe Jahre und politischer Aufstieg
William Kellogg besuchte eine Privatschule in Norwich. Im Jahr 1848 zog er nach Peoria in Illinois. Dort war er als Lehrer tätig, während er gleichzeitig Jura studierte und im Jahr 1853 als Rechtsanwalt zugelassen wurde. Danach zog er nach Canton, um in seinem neuen Beruf als Rechtsanwalt zu arbeiten.
Damals wurde er auch Mitbegründer der Republikanischen Partei in Illinois. Auf dem Bundesparteitag seiner Partei freundete er sich 1860 mit Abraham Lincoln an. Kellogg wurde bei der folgenden Präsidentschaftswahl einer von dessen Wahlmännern. Nach seinem Wahlsieg ernannte ihn Lincoln 1861 zum Obersten Richter im Nebraska-Territorium. Dieses Amt behielt er bis 1865. Zwischenzeitlich war er als Oberst in der Armee der Union, musste aber aus gesundheitlichen Gründen bald wieder aus dem Militärdienst ausscheiden. Am 13. April 1865, einen Tag vor seiner Ermordung, ernannte ihn Präsident Lincoln zum Leiter der Zollbehörde im Hafen von New Orleans (Collector of the port). Diese Ernennungsurkunde sollte Lincolns letztes offizielles Dokument in seinem Amt bleiben. Kellogg behielt dieses Amt bis 1868.

## Senator und Gouverneur
Nachdem Louisiana im Jahr 1868 offiziell wieder in die Vereinigten Staaten aufgenommen worden war, wurde Kellogg als Class-3-Senator
in den US-Senat entsandt. Dort vertrat er zwischen dem 9. Juli 1868 und dem 1. November 1872 die Interessen seines Staates.
1872 bewarb er sich um das Amt des Gouverneurs von Louisiana. Sein Gegenkandidat war der Demokrat John McEnery. Die Wahl war knapp und von Wahlbetrug auf beiden Seiten überschattet. Es gab zwei verschiedene Wahlausschüsse, die jeweils McEnery bzw. Kellogg zum Wahlsieger erklärten. Erschwerend kam hinzu, dass der amtierende Gouverneur Henry C. Warmoth zu Gunsten von McEnery in das Wahlgeschehen eingriff. Schließlich entschied Präsident Ulysses S. Grant, dass Kellogg die Wahl gewonnen habe. Dieser war bereits am 1. November 1872 von seinem Mandat im US-Senat zurückgetreten. Sein Sitz im Senat blieb zunächst unbesetzt, weil die Besetzung der Stelle im damals politisch unruhigen Louisiana heftig umstritten war. 1874 versuchten die Gegner Kelloggs diesen gewaltsam zu stürzen. Die rassistische White League drang mit 5000 bewaffneten Männern in Louisiana ein und versuchte, den Politiker John McEnery an die Macht zu bringen. Kellogg rief Bundestruppen zu Hilfe. In der sogenannten Schlacht vom Liberty Place (Battle of Liberty Place) konnte die Macht der Aufständischen gebrochen werden. Sie kostete ca. 100 Menschen das Leben. Erst im Jahr 1876 wurde James B. Eustis zu Kelloggs Nachfolger gewählt. William Kellogg trat sein Amt als Gouverneur von Louisiana am 13. Januar 1873 an. Allerdings beanspruchte bis zum 20. September 1873 auch McEnery diesen Posten. Dieser gab erst nach der an diesem Tag erfolgten Entscheidung des Präsidenten auf. In Kelloggs vierjähriger Amtszeit kam es in Louisiana zu weiteren Unruhen und Ausschreitungen. Die Demokraten warfen ihm Korruption und Misswirtschaft vor. Ein Amtsenthebungsverfahren wurde gegen ihn eingeleitet, scheiterte aber im Senat von Louisiana. William Kellogg sollte bis 1980 der letzte republikanische Gouverneur von Louisiana bleiben.

## Zweite Amtszeit als Senator und Kongressabgeordneter
Im Jahr 1876 schaffte Kellogg trotz der ihm gegenüber feindlichen Stimmung in Louisiana den erneuten Sprung in den US-Senat. Als Class-2-Senator löste er Joseph R. West ab. Dieses Mal absolvierte Kellog eine volle sechsjährige Legislaturperiode im Kongress. Er amtierte zwischen dem 4. März 1877 und dem 3. März 1883. Im Senat war er Vorsitzender des Eisenbahnausschusses.
Im Jahr 1882 verzichtete er auf eine weitere Kandidatur, deren Erfolg aufgrund der Mehrheitsverhältnisse in Louisiana ohnehin fraglich gewesen wäre. Sein Sitz ging an Randall L. Gibson. Zwischen 1883 und 1885 war er Abgeordneter im US-Repräsentantenhaus. Nach dem Ende dieses Mandats zog er sich in den Ruhestand zurück. Er blieb in Washington, wo er im Jahr 1918 verstarb. William Kellogg war mit Mary E. Willis verheiratet.